# Kitwanga Mountain Park
Kitwanga Mountain Park är en park i Kanada.   Den ligger i provinsen British Columbia, i den centrala delen av landet, 3 800 km väster om huvudstaden Ottawa. Kitwanga Mountain Park ligger 405 meter över havet.
Terrängen runt Kitwanga Mountain Park är bergig västerut, men österut är den kuperad. Trakten runt Kitwanga Mountain Park är nära nog obefolkad, med mindre än två invånare per kvadratkilometer..
I omgivningarna runt Kitwanga Mountain Park växer i huvudsak blandskog.